# Radiella irregularis
Radiella irregularis är en svampdjursart som först beskrevs av Ridley och Arthur Dendy 1886.  Radiella irregularis ingår i släktet Radiella och familjen Polymastiidae. Inga underarter finns listade i Catalogue of Life.